# Wapen van waterschap Noordenveld

Het wapen van het waterschap Noordenveld

Het wapen van Noordenveld werd op 5 december 1962 bij Koninklijk besluit aan het Drentse waterschap Noordenveld verleend. In 1995 ging het waterschap met de andere waterschappen Electra, Hunsingo, Smilde (gedeeltelijk) en Westerkwartier op in het nieuwe waterschap Noorderzijlvest. Hiermee verviel het wapen.

## Beschrijving
De blazoenering luidt als volgt:
In goud twee afgewende, gebogen, palen van azuur, welker uiteinden in de schildhoeken uitkomen, ieder beladen met een vis van zilver, gelipt en gevind van keel, de kop naar boven gewend; de beide vissen ruggelings geplaatst. In het schildhoofd een vijfpuntige ster van keel. Het schild gedekt met een gouden kroon van drie bladeren en twee paarlen.
De heraldische kleuren zijn: azuur (blauw), goud (geel) en keel (rood). Het wapen is bijzonder om de afgewende gebogen palen die verder niet in de Nederlandse wapens voorkomen.

## Symboliek
De twee palen symboliseren de stroompjes Peizerdiep en het Eelderdiep, die het overtollige water van het waterschap wegvoeren. De vissen laten zien dat het om water gaat. De rode ster is de poolster, die verwijst naar de noordelijke ligging van het waterschap in de provincie Drenthe.

## Vergelijkbare wapens

Het wapen van Eastergoa's Sédiken
Het wapen van Kollumerland-Oostdeel
Het wapen van Alm en Biesbosch

Drentse Aa ·
Amsterdamscheveld ·
Bargerbeek ·
Eemszijlvest ·
Emmer-Erfscheidenveen ·
Hesselte ·
Hunze en Aa ·
Loo- en Drostendiep ·
Meppelerdiep ·
Middenveld ·
De Monden ·
Nijeveen-Kolderveen ·
Noordenveld ·
Oostermoerse Vaart ·
De Oude Vaart ·
Reest en Wieden ·
Riegmeer ·
De Runde ·
Smilde ·
't Suydevelt ·
De Veenmarken ·
De Vledder en Wapserveense Aa ·
Weerdinge ·
De Wold Aa ·
Wold en Wieden ·
Zuiveringsschap Drenthe